# Sungai Penuh
Sungai Penuh ist eine indonesische autonome Stadt (Kota) in der Provinz Jambi auf der indonesischen Insel Sumatra. Ende 2023 leben hier 101.216 Menschen, davon sind 50,28 % männlich (50.892) und 49,72 % (50.324) weiblich – auf 1000 Frauen kommen also (rechnerisch) 1011 Männer. Die Stadt hat von allen Verwaltungsbezirken der zweiten Ebene (Kota und Kabupaten) in der Provinz Jambi die geringste Einwohnerzahl und belegt flächenmäßig vor der Provinzhauptstadt Jambi den vorletzten Platz. Die Bevölkerungsdichte ist die zweithöchste und beträgt das Dreieinhalbfache des Provinzdurchschnitts.

## Geographie

### Lage
Die Stadt liegt im Osten der Provinz Jambi im Binnenland und grenzt im Osten an den Kabupaten Pesisir Selatan (Provinz Sumatra Barat). Die übrige und längste Grenze besteht intern mit dem Kabupaten Kerinci. Über 84 Prozent des Gebietes liegt über 1.000 m, 15 % auf Höhen zwischen 500 und 1.000 m. Geografisch werden die Koordinaten zwischen 1° 40′ und 2° 26′ s. Br. sowie zwischen 101° 08′ und 101° 50′ ö. L. belegt. Die Entfernung zur Hauptstadt Kota Jambi beträgt 492 km, nach Bangko 164 km, nach Kuala Tungkal 550 km und nach Sarolangun 242 km.

### Klima
Der Kabupaten liegt südlich des Äquators, wie in ganz Indonesien herrscht hier tropisches Regenwaldklima (feuchttropisches Klima). Man unterscheidet eine trockene Jahreszeit (Juni bis September) und die Regenzeit (August bis November).
|                        | Jan   | Feb   | Mär   | Apr   | Mai   | Jun   | Jul  | Aug  | Sep   | Okt   | Nov   | Dez  |   |         |
| Mittl. Temperatur (°C) | 22,9  | 23,1  | 23,1  | 23,5  | 24,5  | 23,0  | 22,7 | 23,1 | 22,8  | 22,6  | 22,8  | 22,7 | ⌀ | 23,1    |
| Mittl. Tagesmax. (°C)  | 28,9  | 29,1  | 29,6  | 29,5  | 29,5  | 28,5  | 28,7 | 30,1 | 29,6  | 28,7  | 30,0  | 30,5 | ⌀ | 29,4    |
| Mittl. Tagesmin. (°C)  | 19,9  | 19,8  | 19,5  | 20,2  | 20,1  | 19,4  | 19,1 | 18,8 | 18,9  | 18,5  | 16,5  | 15,4 | ⌀ | 18,8    |
|                        |       |       |       |       |       |       |      |      |       |       |       |      |   |         |
| Niederschlag (mm)      | 368,0 | 217,6 | 323,4 | 222,2 | 265,1 | 197,5 | 25,5 | 90,8 | 136,7 | 183,2 | 207,8 | 43,4 | Σ | 2.281,2 |
|                        |       |       |       |       |       |       |      |      |       |       |       |      |   |         |
| Regentage (d)          | 21    | 12    | 21    | 21    | 17    | 12    | 8    | 11   | 17    | 15    | 22    | 15   | Σ | 192     |
|                        |       |       |       |       |       |       |      |      |       |       |       |      |   |         |
| Luftfeuchtigkeit (%)   | 84    | 83    | 83    | 83    | 79    | 81    | 81   | 78   | 80    | 81    | 83    | 74   | ⌀ | 80,8    |

| 19,9 |

| 19,8 |

| 19,5 |

| 20,2 |

| 20,1 |

| 19,4 |

| 19,1 |

| 18,8 |

| 18,9 |

| 18,5 |

| 16,5 |

| 15,4 |

| 19,9 |

| 19,8 |

| 19,5 |

| 20,2 |

| 20,1 |

| 19,4 |

| 19,1 |

| 18,8 |

| 18,9 |

| 18,5 |

| 16,5 |

| 15,4 |

## Verwaltungsgliederung
Die Stadt Sungai Penuh gliedert sich seit 2013 in 8 Distrikte (indonesisch Kecamatan) mit 69 Dörfern, 4 davon sind als Kelurahan städtisch geprägt.
| Code 1   | Kecamatan Distrikt | Ibu Kota Verwaltungssitz | Fläche (km²) 6 | Einw. Zensus 2010 2 | Volkszählung 2020 | Volkszählung 2020 | Volkszählung 2020 | Anzahl der Desa/Kel. |
| Code 1   | Kecamatan Distrikt | Ibu Kota Verwaltungssitz | Fläche (km²) 6 | Einw. Zensus 2010 2 | Einw. 3           | 0Dichte 40        | Sex Ratio 5       | Anzahl der Desa/Kel. |
| -------- | ------------------ | ------------------------ | -------------- | ------------------- | ----------------- | ----------------- | ----------------- | -------------------- |
| 15.72.01 | Sungai Penuh       | Pasar Sungai Penuh       | 3,35           | 35.067              | 10.372            | 3.096,1           | 100,1             | 3 / 2                |
| 15.72.02 | Pesisir Bukit      | Sungai Liuk              | 19,46          | 17.683              | 11.745            | 603,5             | 96,5              | 9 / -                |
| 15.72.03 | Hamparan Rawang00  | Simpang Tiga Rawang00    | 12,15          | 12.726              | 14.898            | 1.226,2           | 100,1             | 13 / -               |
| 15.72.04 | Tanah Kampung      | Koto Panap               | 11,00          | 8.396               | 10.797            | 981,5             | 101,0             | 13 / -               |
| 15.72.05 | Kumun Debai        | Ulu Air                  | 142,00         | 8.421               | 10.128            | 71,3              | 101,8             | 9 / -                |
| 15.72.06 | Pondok Tinggi      | Aur Duri                 | 90,95          | ☆00                 | 18.516            | 203,6             | 100,5             | 7 / 1                |
| 15.72.07 | Koto Baru          | Permai Indah             | 1,64           | ☆00                 | 9.099             | 5.548,2           | 99,9              | 6 / -                |
| 15.72.08 | Sungai Bungkal     | Koto Tinggi              | 110,95         | ☆00                 | 11.055            | 99,6              | 104,0             | 5 / 1                |
| 15.72    | Kota Sungai Penuh  | Kota Sungai Penuh        | 391,50         | 82.293              | 96.610            | 246,8             | 100,42            | 65 / 4               |

☆ Drei Kecamatan wurden erst 2012 gebildet:
- Pontok Tinggi aus dem Kec. Sungai Penuh[5]
- Koto Baru aus dem Kec. Pesisir Bukit[6]
- Sungai Bungkal aus dem Kec. Sungai Penuh[7]

### Soziale Daten 2020
| Merkmal                                                            | Kabupaten | 0Provinz Jambi0 |
| ------------------------------------------------------------------ | --------- | --------------- |
| Bevölkerung unterhalb der Armutsgrenze (Tsd.)0                     | 02,78     | 277,80          |
| Anteil der „armen Bevölkerung“ (indonesisch Penduduk miskin) (%)00 | 03,03     | 007,58          |
| Arbeitslosenrate (%)                                               | 05,56     | 005,13          |
| Lebenserwartung bei der Geburt (Jahre)                             | 73,37     | 073,33          |
| HDI-Index                                                          | 75,42     | 071,29          |
| Analphabetenquote (in %, 15+ J.)                                   | 01,64     | 001,64          |
| Anteil der Altersgruppen                                           | 0Real0    | 0Prozentual0    |
| Kinder (<15 J.)                                                    | 22.236    | 023,02          |
| arbeitsfähige Bevölkerung (15–64 J.)                               | 66.831    | 069,18          |
| Rentner und Pensionäre (>65 J.)                                    | 07.543    | 007,81          |

## Demographie
Zwischen den beiden letzten Volkszählungen 2010 und 2020 sank der Frauenanteil von 50,38 % (41.461 von 82.293) auf 49,90 % (48.204 Frauen von 96.610 Einw.). Zum Jahresende 2023 setzte sich dieser Trend fort (49,72 %).
Der Islam war und ist die vorherrschende Religion. Im Jahr 2023 bekannten sich 99,08 Prozent der Bevölkerung hierzu. Die Christen waren mit 832 Gläubigen (0,82 %) vertreten, davon waren 655 Protestanten, die meisten Christen lebten in den Distrikten Sungai Bungkal (303) und Pondok Tinggi (255). Erwähnenswert sind noch 95 Buddhisten (0,94 ‰). Angaben über die genutzten Gebäude liegen nicht vor.

### Aktuelle Bevölkerungsdaten zur Bevölkerungsfortschreibung
Nachfolgende Tabelle gibt den Einwohnerstand der acht Kecamatan nach Geschlecht vom Jahresende 2022 und zum Jahresende 2023 wieder. Er resultiert aus den Ergebnissen der Fortschreibung durch die örtlichen Zivilregistrierungsbüros (Disdukcapil, indonesisch Dinas Kependudukan dan Pencatatan Sipil). Die Jahresendstände können in zwei interaktiven Karten abgerufen werden
| Kecamatan           | Jahresende 2022 2 | Jahresende 2022 2 | Jahresende 2022 2 | Jahresende 2022 2 | Jahresende 2023 2 | Jahresende 2023 2 | Jahresende 2023 2 | Dichte 2023 | Sex Ratio 2023 3 |
| Kecamatan           | Fläche (km²)      | Bev. insg.        | männl.            | weibl.            | Bev. insg.        | männl.            | weibl.            | Dichte 2023 | Sex Ratio 2023 3 |
| ------------------- | ----------------- | ----------------- | ----------------- | ----------------- | ----------------- | ----------------- | ----------------- | ----------- | ---------------- |
| Sungai Penuh        | 3,26              | 10.559            | 5.285             | 5.274             | 10.505            | 5.250             | 5.255             | 3.222,4     | 99,90            |
| Pesisir Bukit       | 17,82             | 12.794            | 6.316             | 6.478             | 12.861            | 6.378             | 6.483             | 721,7       | 98,38            |
| Hamparan Rawang     | 12,45             | 15.756            | 7.911             | 7.845             | 15.928            | 7.985             | 7.943             | 1.279,4     | 100,53           |
| Tanah Kampung       | 11,02             | 10.921            | 5.499             | 5.422             | 10.995            | 5.545             | 5.450             | 997,7       | 101,74           |
| Kumun Debai         | 146,99            | 10.904            | 5.524             | 5.380             | 11.004            | 5.575             | 5.429             | 74,9        | 102,69           |
| Pondok Tinggi       | 77,75             | 18.741            | 9.487             | 9.254             | 18.806            | 9.522             | 9.284             | 241,9       | 102,56           |
| Koto Baru           | 0,95              | 9.742             | 4.892             | 4.850             | 9.887             | 4.967             | 4.920             | 10.407,4    | 100,96           |
| Sungai Bungkal      | 85,61             | 11.040            | 5.561             | 5.479             | 11.230            | 5.670             | 5.560             | 131,2       | 101,98           |
| Kota Sungai Penuh00 | 355,85 1          | 100.457           | 50.475            | 49.982            | 101.216           | 50.892            | 50.324            | 284,4       | 101,13           |

### Verzeichnis der Kelurahan
Die nachfolgende Liste gibt den Einwohnerstand zum Jahresende 2022 (Semester II/2022) und genau ein Jahr später für die vier Kelurahan in der Stadt Sungai Penuh wieder. Binnen eines Jahres sank die Einwohnerzahl um 58.
Neben der Fläche und den Einwohnerzahlen sind auch deren Zugehörigkeiten zu den fünf Kecamatan aufgeführt, ebenso die errechneten Ergebnisse der Bevölkerungsdichte (in Einw. je km²) sowie des Geschlechterverhältnisses (Sex Ratio). Als erste Spalte ist der Strukturcode des indonesischen Innenministeriums angegeben. Er gibt gleichfalls Aufschluss über die Zugehörigkeit der Dörfer zu den übergeordneten Verwaltungsebenen: Die ersten drei Zahlenpärchen werden durch Punkte getrennt und geben die Provinz, den Regierungsbezirk (Kabupaten) und den Distrikt (Kecamatan) an. Als letztes folgt nach einem weiteren Trennungspunkt der vierstellige „Dorfcode“ – wobei städtisch geprägte Kelurahan immer mit 1 und „normale“ (ländliche) Desa mit einer 2 beginnen. Die Statistikseiten von BPS (Badan Pusat Statistik) verwenden eine andere Nomenklatur, auf die hier nicht näher eingegangen werden soll, da sie nur bei den Volkszählungen Anwendung findet.
Wie bei vorstehender Tabelle entstammen alle Daten der Fortschreibung durch die örtlichen Zivilregistrierungsbüros (Disdukcapil).
| Struktur- code | Kecamatan       | Kelurahan          | Bevölkerung am Jahresende 2022 | Bevölkerung am Jahresende 2022 | Bevölkerung am Jahresende 2022 | Bevölkerung am Jahresende 2022 | Bevölkerung am Jahresende 2023 | Bevölkerung am Jahresende 2023 | Bevölkerung am Jahresende 2023 | Bevölkerung am Jahresende 2023 | Bevölkerung am Jahresende 2023 |
| Struktur- code | Kecamatan       | Kelurahan          | Fläche ? (km²)                 | Gesamt                         | männlich                       | weiblich                       | Gesamt                         | männlich                       | weiblich                       | Dichte                         | Sex Ratio                      |
| -------------- | --------------- | ------------------ | ------------------------------ | ------------------------------ | ------------------------------ | ------------------------------ | ------------------------------ | ------------------------------ | ------------------------------ | ------------------------------ | ------------------------------ |
| 15.72.01.1001  | Sungai Penuh    | Sungai Penuh       | 0,16                           | 2.681                          | 1.304                          | 1.377                          | 2.686                          | 1.305                          | 1.381                          |                                | 94,50                          |
| 15.72.01.1003  | Sungai Penuh    | Pasar Sungai Penuh | 0,16                           | 1.481                          | 742                            | 739                            | 1.423                          | 715                            | 708                            |                                | 100,99                         |
| 15.72.06.1008  | Pondok Tinggi   | Pondok Tinggi      | 0,32                           | 3.172                          | 1.624                          | 1.548                          | 3.155                          | 1.612                          | 1.543                          |                                | 104,47                         |
| 15.72.08.1005  | Sungaibungkal00 | Dusun Baru         |                                | 2.517                          | 1.290                          | 1.227                          | 2.529                          | 1.302                          | 1.227                          |                                | 106,11                         |